# Collegio plurinominale Campania - 01 (2017)
Il collegio elettorale plurinominale Campania - 01 è stato un collegio elettorale plurinominale della Repubblica Italiana per l'elezione del Senato tra il 2017 ed il 2022.

## Territorio
Come previsto dalla legge elettorale italiana del 2017, il collegio era stato definito tramite decreto legislativo all'interno della circoscrizione Campania.
Il collegio comprendeva la zona definita dai tre collegi uninominali Campania - 01 (Benevento), Campania - 02 (Caserta) e Campania - 03 (Avellino).

## Dati elettorali

### XVIII legislatura
Come previsto dalla legge elettorale, 193 senatori erano eletti in 33 collegi plurinominali con ripartizione proporzionale a livello regionale tra le coalizioni e le singole liste che avessero superato la soglia di sbarramento stabilita.
Nel collegio venivano eletti 9 senatori.
| Liste          | Liste                                       | Proporzionale | Proporzionale | Proporzionale | Maggioritario | Maggioritario | Maggioritario |  |
| Liste          | Liste                                       | Voti          | %             | Seggi         | Voti          | %             | Seggi         |  |
| -------------- | ------------------------------------------- | ------------- | ------------- | ------------- | ------------- | ------------- | ------------- |  |
|                | Movimento 5 Stelle                          | 375 771       | 47,44         | 3             | 375 771       | 47,44         | 3             |  |
|                | Forza Italia                                | 152 282       | 19,23         | 1             | 237 135       | 29,94         | –             |  |
|                | Lega                                        | 46 289        | 5,84          | 1             | 237 135       | 29,94         | –             |  |
|                | Fratelli d'Italia                           | 28 374        | 3,58          | –             | 237 135       | 29,94         | –             |  |
|                | Noi con l'Italia – UDC                      | 10 190        | 1,29          | –             | 237 135       | 29,94         | –             |  |
|                | Partito Democratico                         | 111 232       | 14,04         | 1             | 133 328       | 16,83         | –             |  |
|                | Civica Popolare                             | 9 629         | 1,22          | –             | 133 328       | 16,83         | –             |  |
|                | +Europa                                     | 7 570         | 0,96          | –             | 133 328       | 16,83         | –             |  |
|                | Italia Europa Insieme                       | 4 897         | 0,62          | –             | 133 328       | 16,83         | –             |  |
|                | Liberi e Uguali                             | 17 425        | 2,20          | –             | 17 425        | 2,20          | –             |  |
|                | Potere al Popolo!                           | 8 497         | 1,07          | –             | 8 497         | 1,07          | –             |  |
|                | CasaPound                                   | 4 352         | 0,55          | –             | 4 352         | 0,55          | –             |  |
|                | Il Popolo della Famiglia                    | 4 259         | 0,54          | –             | 4 259         | 0,54          | –             |  |
|                | Italia agli Italiani (FN - MSFT)            | 4 228         | 0,53          | –             | 4 228         | 0,53          | –             |  |
|                | Partito Comunista                           | 2 615         | 0,33          | –             | 2 615         | 0,33          | –             |  |
|                | Partito Valore Umano                        | 1 718         | 0,22          | –             | 1 718         | 0,22          | –             |  |
|                | Partito Repubblicano Italiano – ALA         | 1 454         | 0,18          | –             | 1 454         | 0,18          | –             |  |
|                | Per una Sinistra Rivoluzionaria (PCL - SCR) | 1 293         | 0,16          | –             | 1 293         | 0,16          | –             |  |
| Totale         | Totale                                      | 792 075       | 100           | 6             | 792 075       | 100           | 3             |  |
|                |                                             |               |               |               |               |               |               |  |
| Schede bianche | Schede bianche                              | 15 411        | 1,86          |               |               |               |               |  |
| Schede nulle   | Schede nulle                                | 19 265        | 2,33          |               |               |               |               |  |
| Votanti        | Votanti                                     | 826 751       | 70,72         |               |               |               |               |  |
| Elettori       | Elettori                                    | 1 169 122     |               |               |               |               |               |  |

## Eletti

### Eletti maggioritario
| Collegio uninominale | Eletto | Eletto          | Partito |
| -------------------- | ------ | --------------- | ------- |
| 1. Benevento         |        | Danila De Lucia | M5S     |
| 2. Caserta           |        | Vilma Moronese  | M5S     |
| 3. Avellino          |        | Ugo Grassi      | M5S     |

1. ↑  In data 19.02.2021 aderisce al gruppo misto, non iscritti.
2. ↑  In data 12.12.2019 aderisce al gruppo Lega-Salvini Premier-Partito Sardo d'Azione; in data 18.05.2022 al gruppo misto, non iscritti; in data 06.06.2022 al gruppo misto, componente «Italia al Centro (IDEA-Cambiamo!, Europeisti, Noi di Centro  (Noi Campani))».

### Eletti proporzionale
| Movimento 5 Stelle                                 | Forza Italia         | Partito Democratico | Lega            |
| -------------------------------------------------- | -------------------- | ------------------- | --------------- |
|                                                    |                      |                     |                 |
| Agostino Santillo Sabrina Ricciardi Fabio Di Micco | Alessandrina Lonardo | Valeria Fedeli      | Claudio Barbaro |

1. ↑  In data 19.02.2021 aderisce al gruppo misto, non iscritti; in data 27.01.2022 al gruppo Uniti per la Costituzione-C.A.L. (Costituzione, Ambiente, Lavoro); in data 29.01.2022 torna nel gruppo misto, non iscritti; in data 18.07.2022 torna nel gruppo MoVimento 5 Stelle.
2. ↑  In data 29.07.2020 aderisce al gruppo misto, non iscritti; in data 23.12.2021 alla componente «Italia al Centro (IDEA-CAMBIAMO!-Europeisti-Noi di Centro (Noi Campani))».
3. ↑  In data 13.10.2020 aderisce al gruppo misto, non iscritti; in data 09.12.2020 al gruppo Fratelli d'Italia.